# Surprise! (アルバム)
『Surprise!』（サプライズ!）は、TUBEの30作目のオリジナル・アルバム。2010年7月7日にSony Music Associated Recordsから発売された。

## 概要
キャッチフレーズは「今年の夏もお世話になります。」
デビュー25周年記念作品。
前作『Blue Splash』から1年ぶりとなるアルバム。藤井徹貫によるライナーノーツが収載。リミックス・アルバム『MIX TUBE-Remixed by Piston Nishizawa-』と同時発売。
3曲目の「愛はカーニバル」は、フラメンコギター、ラテンパーカッション、ホーンセクション、サンバホイッスルなどといった夏楽器が使用されている。
6曲目の「Shaping Up Your Heart In The Summer Breeze」は、TUBEの曲の中では一番長い曲名となっている。
8曲目の「風の街で」は、ベースの角野秀行がボーカルを担当している。
初回生産限定盤は3Dデザインジャケット仕様で、チューブクッションと、TUBE夏のファンまつり2010大プレゼント企画応募券、「Seaside Vibration 2010ツアー in 鵠沼海岸」ダイジェスト映像+「灼熱らぶ」MVを収録したDVDが同梱されている。
恒例の野外スタジアムライブツアー「TUBE LIVE AROUND SPECIAL 2010　Surprise！」が、横浜スタジアム、阪神甲子園球場の2か所で行われた。今回でTUBEの甲子園球場公演は20回目、横浜スタジアム公演は22回目となる。ライブの模様は2011年4月13日に発売された映像作品『TUBE 25th Summer』、『TUBE 3D Live -Surprise!- Live Around Special 2010 in Yokohama Stadium』で観ることができる。

## 収録曲
| 全作曲: 春畑道哉。 |                                                |           |            |              |      |
| #                  | タイトル                                       | 作詞      | 作曲・編曲 | 編曲         | 時間 |
| 1.                 | 「太陽のサプライズ」                           | 前田亘輝  | 春畑道哉   | 佐藤晶、TUBE | 4:27 |
| 2.                 | 「灼熱らぶ」                                   | 前田亘輝  | 春畑道哉   | TUBE         | 3:39 |
| 3.                 | 「愛はカーニバル」                             | 前田亘輝  | 春畑道哉   | TUBE         | 3:30 |
| 4.                 | 「Lady September」                             | 前田亘輝  | 春畑道哉   | 佐藤晶、TUBE | 4:02 |
| 5.                 | 「波乗り娘に恋しても」                         | 前田亘輝  | 春畑道哉   | TUBE         | 3:43 |
| 6.                 | 「Shaping Up Your Heart In The Summer Breeze」 | 前田亘輝  | 春畑道哉   | TUBE         | 4:37 |
| 7.                 | 「勇者たちの挽歌」                             | 前田亘輝  | 春畑道哉   | TUBE         | 6:25 |
| 8.                 | 「風の街で」                                   | 角野秀行  | 春畑道哉   | TUBE         | 3:38 |
| 9.                 | 「魔巣華麗奴」                                 | 前田亘輝  | 春畑道哉   | TUBE         | 4:06 |
| 10.                | 「I'll Be Your Love Shower」                   | 前田亘輝  | 春畑道哉   | TUBE         | 4:21 |
| 11.                | 「絆」                                         | 前田亘輝  | 春畑道哉   | TUBE         | 4:09 |
| 12.                | 「Return To The Border Line」                  | 前田亘輝  | 春畑道哉   | TUBE         | 3:49 |
| 13.                | 「最後のLove Song」                            | 前田亘輝  | 春畑道哉   | TUBE         | 5:48 |
| 合計時間:          | 合計時間:                                      | 合計時間: | 合計時間:  | 56:14        |      |

| #  | タイトル                                                                 | 作詞     | 作曲                         |
| -- | ------------------------------------------------------------------------ | -------- | ---------------------------- |
| 1. | 「灼熱らぶ (Video Clip)」                                                | 前田亘輝 | 春畑道哉                     |
| 2. | 「メドレー：シーズン・イン・ザ・サン / BECAUSE I LOVE YOU / Beach Time」 | 亜蘭知子 | 織田哲郎、長戸大幸、西村麻聡 |

## タイアップ
太陽のサプライズ
- 高須クリニック名古屋院CMCFソング。

Shaping Up Your Heart In The Summer Breeze
- KBCオーガスタゴルフトーナメント2010大会テーマソング。

Return To The Border Line
- TBS系「サン・クロレラクラシック」テーマソング。

## 参加ミュージシャン
- 前田亘輝：Vocal
- 春畑道哉：Guitar, Keyboards, Background Vocal
- 角野秀行：Bass, Vocal, Flat Mandolin, Background Vocal
- 松本玲二：Drums, Percussion
- 小野塚晃 (DIMENSION)：Piano, Organ (#7)
- 鹿島伸夫：Organ (#6)
- 玉木正昭：Percussion
- 佐藤晶
  - Synthesizer Programming
  - Background Vocals (#1.4.5.7.12)
- 勝田一樹 (DIMENSION)
  - Tenor Sax (#2,3,10,12)
  - Horn Arrangement (#10)
- 野村裕幸
  - Trombone (#2.3.10)
  - Horn Arrangement (#10)
- 小林太：Trumpet (#2.3.10)
- 澤野博敬：Trumpet (#10)
- 永田真希：Strings Arrangement
- 永田真希ストリングス：Strings
- 神田陽太：Background Vocals (#2.3.7.9.12)
- 高樹リオ：Background Vocals (#6.7)
- 高島信二：Background Vocals (#11)
- 牧穂エミ：Background Vocals (#2.3)
- Jennifer Perri：Background Vocals (#10)
- WHITE SISTERS：Background Vocals (#3.8)